# Lloyd Glasspool
Lloyd Glasspool (Redditch, 19 novembre 1993) è un tennista britannico.
Specialista nel doppio, ha vinto l’edizione di Wimbledon 2025, altri dieci titoli del circuito maggiore e nell’agosto 2025 ha raggiunto la 1ª posizione della classifica ATP.

## Carriera
Oltre ai tornei del circuito maggiore, ha vinto in doppio altri tornei nei circuiti ITF e Challenger. Vanta inoltre la semifinale disputata alle ATP Finals 2022. In singolare non ha superato il 282º posto del ranking e ha vinto solo tornei del circuito ITF. Dal 2020 gioca esclusivamente in doppio.

## Statistiche

### Doppio

#### Vittorie (11)
| Legenda              |
| Grande Slam (1)      |
| ATP Finals (0)       |
| ATP Masters 1000 (1) |
| ATP Tour 500 (4)     |
| ATP Tour 250 (5)     |

| N.  | Data             | Torneo                                 | Superficie  | Compagno          | Avversari in finale            | Punteggio            |
| 1.  | 14 marzo 2021    | Open 13 Provence, Marsiglia            | Cemento (i) | Harri Heliövaara  | Sander Arends David Pel        | 7-5, 7-6(4)          |
| 2.  | 24 luglio 2022   | Hamburg European Open, Amburgo         | Terra rossa | Harri Heliövaara  | Rohan Bopanna Matwé Middelkoop | 6-2, 6-4             |
| 3.  | 8 gennaio 2023   | Adelaide International 1, Adelaide     | Cemento     | Harri Heliövaara  | Jamie Murray Michael Venus     | 6-3, 7-6(3)          |
| 4.  | 6 gennaio 2024   | Brisbane International, Brisbane       | Cemento     | Jean-Julien Rojer | Kevin Krawietz Tim Pütz        | 7-6(3), 5-7, [12-10] |
| 5.  | 1 ottobre 2024   | Japan Open Tennis Championships, Tokyo | Cemento     | Julian Cash       | Ariel Behar Robert Galloway    | 6-4, 4-6, [12-10]    |
| 6.  | 5 gennaio 2025   | Brisbane International, Brisbane (2)   | Cemento     | Julian Cash       | Jiří Lehečka Jakub Menšík      | 6-3, 6(2)-7, [10-6]  |
| 7.  | 22 febbraio 2025 | Qatar Open, Doha                       | Cemento     | Julian Cash       | Joe Salisbury Neal Skupski     | 6-3, 6-2             |
| 8.  | 22 giugno 2025   | Queen's Club Championships, Londra     | Erba        | Julian Cash       | Nikola Mektić Michael Venus    | 6-3, 6(5)-7, [10-6]  |
| 9.  | 27 giugno 2025   | Eastbourne Open, Eastbourne            | Erba        | Julian Cash       | Ariel Behar Joran Vliegen      | 6-4, 7-6(5)          |
| 10. | 12 luglio 2025   | Torneo di Wimbledon, Londra            | Erba        | Julian Cash       | Rinky Hijikata David Pel       | 6-2, 7-6(3)          |
| 11. | 8 agosto 2025    | Canadian Open, Toronto                 | Cemento     | Julian Cash       | Joe Salisbury Neal Skupski     | 6-3, 6(7)-7, [13-11] |

#### Finali perse (13)
| Legenda              |
| Grande Slam (0)      |
| ATP Finals (0)       |
| ATP Masters 1000 (3) |
| ATP Tour 500 (2)     |
| ATP Tour 250 (8)     |

| N.  | Data              | Torneo                             | Superficie  | Compagno          | Avversari in finale                 | Punteggio            |
| 1.  | 6 febbraio 2022   | Open Sud de France, Montpellier    | Cemento (i) | Harri Heliövaara  | Pierre-Hugues Herbert Nicolas Mahut | 6-4, 6(3)-7, [10-12] |
| 2.  | 13 febbraio 2022  | Dallas Open, Dallas                | Cemento (i) | Harri Heliövaara  | Marcelo Arévalo Jean-Julien Rojer   | 6(4)-7, 4-6          |
| 3.  | 19 giugno 2022    | Queen's Club Championships, Londra | Erba        | Harri Heliövaara  | Nikola Mektić Mate Pavić            | 3-6, 7-6(3), [6-10]  |
| 4.  | 30 luglio 2022    | Croatia Open Umag, Umago           | Terra rossa | Harri Heliövaara  | Simone Bolelli Fabio Fognini        | 7-5, 6(6)-7, [7-10]  |
| 5.  | 25 settembre 2022 | Moselle Open, Metz                 | Cemento     | Harri Heliövaara  | Hugo Nys Jan Zieliński              | 6(5)-7, 4-6          |
| 6.  | 23 ottobre 2022   | Stockholm Open, Stoccolma          | Cemento (i) | Harri Heliövaara  | Marcelo Arévalo Jean-Julien Rojer   | 3-6, 3-6             |
| 7.  | 4 marzo 2023      | Dubai Tennis Championships, Dubai  | Cemento     | Harri Heliövaara  | Maxime Cressy Fabrice Martin        | 6(5)-7, 2-6          |
| 8.  | 26 agosto 2023    | Winston-Salem Open, Winston-Salem  | Cemento     | Neal Skupski      | Nathaniel Lammons Jackson Withrow   | 3-6, 4-6             |
| 9.  | 25 maggio 2024    | Geneva Open, Ginevra               | Terra rossa | Jean-Julien Rojer | Marcelo Arévalo Mate Pavić          | 6(2)-7, 5-7          |
| 10. | 3 novembre 2024   | Paris Masters, Parigi              | Cemento (i) | Adam Pavlásek     | Wesley Koolhof Nikola Mektić        | 6-3, 3-6, [5-10]     |
| 11. | 30 marzo 2025     | Miami Open, Miami                  | Cemento     | Julian Cash       | Marcelo Arévalo Mate Pavić          | 6(3)-7, 3-6          |
| 12. | 13 aprile 2025    | Monte Carlo Masters, Monte Carlo   | Cemento     | Julian Cash       | Romain Arneodo Manuel Guinard       | 6-1, 6(8)-7, [8-10]  |
| 13. | 15 giugno 2025    | Rosmalen Open, 's-Hertogenbosch    | Erba        | Julian Cash       | Matthew Ebden Jordan Thompson       | 4-6, 6-3, [7-10]     |

### Tornei minori

#### Singolare

##### Vittorie (5)
| Legenda tornei minori |
| Challenger (0)        |
| Futures (5)           |

| N. | Data              | Torneo                       | Superficie | Avversario in finale  | Punteggio        |
| 1. | 18 ottobre 2015   | Greece F5, Candia            | Cemento    | Miki Jankovic         | 6-4, 6-3         |
| 2. | 6 dicembre 2015   | Tunisia F34, El Kantaoui     | Cemento    | Roberto Ortega-Olmedo | 6-3, 6-4         |
| 3. | 24 aprile 2016    | Greece F5, Candia            | Cemento    | Johnny O'Mara         | 6-3, 4-6, 7-6(3) |
| 4. | 17 settembre 2017 | Great Britain F4, Nottingham | Cemento    | Oliver Golding        | 5-7, 6-4, 6-4    |
| 5. | 22 luglio 2018    | USA F19 B, Iowa City         | Cemento    | Evgenij Karlovskij    | 7-6(2), 7-6(1)   |

##### Finali perse (6)
| Legenda tornei minori |
| Challenger (0)        |
| Futures (6)           |

| N. | Data              | Torneo                    | Superficie    | Avversario in finale | Punteggio     |
| 1. | 26 luglio 2015    | Ireland F1, Dublino       | Sintetico (i) | Daniel Smethurst     | 3-6, 6(2)-7   |
| 2. | 18 novembre 2015  | Great Britain F10, Tipton | Terra rossa   | Neil Pauffley        | 4-6, 6(8)-7   |
| 3. | 3 marzo 2016      | Canada F2, Sherbrooke     | Cemento       | Stefan Kozlov        | 6-4, 4-6, 4-6 |
| 4. | 17 aprile 2016    | Greece F4, Candia         | Cemento       | Yannick Mertens      | 2-6, 5-7      |
| 5. | 16 settembre 2018 | Canada F7, Toronto        | Cemento       | Nick Chappell        | 2-6, 0-6      |
| 6. | 19 maggio 2019    | M15 Heraklion, Candia     | Cemento       | Yishai Oliel         | 3-6, 4-6      |

#### Doppio

##### Vittorie (16)
| Legenda tornei minori |
| Challenger (5)        |
| Futures (11)          |

| N.  | Data              | Torneo                                                | Superficie  | Compagno            | Avversari in finale                   | Punteggio               |
| 1.  | 16 agosto 2015    | Finland F2, Hyvinkää                                  | Terra rossa | Mikael Torpegaard   | Romain Arneodo Maxime Janvier         | 7-6(3), 6-2             |
| 2.  | 13 settembre 2015 | Great Britain F9, Nottingham                          | Cemento     | Joshua Ward Hibbert | Daniel Cox David Rice                 | 6-4, 3-6, [10-7]        |
| 3.  | 18 ottobre 2015   | Greece F7, Candia                                     | Cemento     | Joshua Ward Hibbert | Peter Bothwell Toby Martin            | 6-3, 7-5                |
| 4.  | 25 ottobre 2015   | Greece F7, Candia                                     | Cemento     | Joshua Ward Hibbert | Corentin Denolly Alexandre Müller     | walkover                |
| 5.  | 15 novembre 2015  | Great Britain F11, Bath                               | Cemento (i) | Joshua Ward Hibbert | Sam Barry Filip Peliwo                | 6-4, 3-6, [10-2]        |
| 6.  | 13 dicembre 2015  | Tunisia F35, El Kantaoui                              | Cemento (i) | Peter Bothwell      | Anis Ghorbel Vasko Mladenov           | 6-1, 6-4                |
| 7.  | 9 aprile 2017     | U.S.A. F12, Memphis                                   | Cemento     | Mackenzie McDonald  | Philip Bester Alex Lawson             | 6-2, 7-6(3)             |
| 8.  | 12 maggio 2019    | M15 Heraklion, Candia                                 | Cemento     | Aidan McHugh        | Michail Pervolarakis Petros Tsitsipas | 7-6(5), 7-6(2)          |
| 9.  | 21 luglio 2019    | M25 Iowa City, Iowa City                              | Cemento     | Alejandro Gonzalez  | Jack Findel-Hawkins Mark Whitehouse   | 6-2, 6-1                |
| 10. | 6 ottobre 2019    | M25 Norman, Norman                                    | Cemento     | Sekou Bangoura      | Hunter Johnson Yates Johnson          | 7-6(9), 6-2             |
| 11. | 19 gennaio 2020   | M25 Rancho Santa Fe, Rancho Santa Fe                  | Cemento     | Alex Lawson         | Boris Arias Sekou Bangoura            | 6-1, 7-6(1)             |
| 12. | 27 febbraio 2021  | Gran Canaria Challenger I, Las Palmas de Gran Canaria | Terra rossa | Harri Heliövaara    | Kimmer Coppejans Sergio Martos Gornes | 7-5, 6-1                |
| 13. | 20 marzo 2021     | Biella Challenger Indoor IV, Biella                   | Cemento (i) | Harri Heliövaara    | Denys Molčanov Serhij Stachovs'kyj    | 6-3, 6-4                |
| 14. | 13 novembre 2021  | Open International de tennis de Roanne, Roanne        | Cemento (i) | Harri Heliövaara    | Romain Arneodo Albano Olivetti        | 7-6(5), 6(5)-7, [12-10] |
| 15. | 27 novembre 2021  | Open Città di Bari, Bari                              | Cemento     | Harri Heliövaara    | Andrea Vavassori David Vega Hernández | 6-3, 6-0                |
| 16. | 20 maggio 2023    | Tournoi International de Tennis de Bordeaux, Bordeaux | Terra rossa | Harri Heliövaara    | Sadio Doumbia Fabien Reboul           | 6-4, 6-2                |

##### Finali perse (16)
| Legenda tornei minori |
| Challenger (10)       |
| Futures (6)           |

| N.  | Data              | Torneo                                       | Superficie      | Compagno            | Avversari in finale                 | Punteggio            |
| 1.  | 27 settembre 2015 | Spain F30, Siviglia                          | Terra rossa     | Joshua Ward Hibbert | Marco Bortolotti Juan Lizariturry   | 3-6, 4-6             |
| 2.  | 8 novembre 2015   | Great Britain F10, Tipton                    | Terra rossa     | Joshua Ward Hibbert | Evan Hoyt Billy Harris              | 6-4, 3-6, [9-11]     |
| 3.  | 14 febbraio 2016  | Great Britain F2, Sunderland                 | Terra rossa     | Joshua Ward Hibbert | Gorge Von Massow Andrea Vavassori   | 5-7, 3-6             |
| 4.  | 20 marzo 2016     | Challenger de Drummondville, Drummondville   | Terra rossa     | Daniel Evans        | Jamie Cerretani Max Schnur          | 6-3, 3-6, [9-11]     |
| 5.  | 17 aprile 2016    | Greece F4, Candia                            | Cemento         | Edward Corrie       | Vladyslav Manafov Bradley Mousley   | 2-6, 3-6             |
| 6.  | 23 luglio 2017    | Ireland F1, Dublino                          | Cemento         | Peter Bothwell      | Scott Clayton Johnny O'Mara         | 1-6, 3-6             |
| 7.  | 13 gennaio 2019   | M25 Tucson, Tucson                           | Cemento         | Evan Hoyt           | Aziz Dougaz Manuel Guinard          | 4-6, 7-5, [3-10]     |
| 8.  | 29 febbraio 2020  | Columbus Challenger, Columbus                | Cemento (i)     | Alex Lawson         | Treat Conrad Huey Nathaniel Lemmons | 6(3)-7, 6(4)-7       |
| 9.  | 3 ottobre 2020    | Biella Challenger Indoor, Biella             | Terra rossa     | Alex Lawson         | Harri Heliövaara Szymon Walków      | 5-7, 3-6             |
| 10. | 24 ottobre 2020   | Ismaning Challenger, Ismaning                | Sintetico (i)   | Alex Lawson         | Andre Begemann David Pel            | 7-5, 6(2)-7, [4-10]  |
| 11. | 31 ottobre 2020   | Hamburg Challenger, Amburgo                  | Cemento (i)     | Alex Lawson         | Marc-Andrea Hüsler Kamil Majchrzak  | 3-6, 6-1, [18-20]    |
| 12. | 7 novembre 2020   | Challenger Eckental, Eckental                | Cemento (i)     | Alex Lawson         | Dustin Brown Antoine Hoang          | 7-6(8), 5-7, [11-13] |
| 13. | 5 dicembre 2020   | Maia Challenger, Maia                        | Terra rossa (i) | Harri Heliövaara    | Zdeněk Kolář Andrea Vavassori       | 3-6, 4-6             |
| 14. | 23 gennaio 2021   | Istanbul Indoor Challenger, Istanbul         | Cemento (i)     | Harri Heliövaara    | André Göransson David Pel           | 6-4, 3-6, [8-10]     |
| 15. | 20 febbraio 2021  | Biella Challenger Indoor II, Biella          | Cemento (i)     | Harri Heliövaara    | Hugo Nys Tim Pütz                   | 6(4)-7, 3-6          |
| 16. | 6 novembre 2021   | Internazionali di Tennis di Bergamo, Bergamo | Cemento (i)     | Harri Heliövaara    | Zdeněk Kolář Jiří Lehečka           | 4-6, 4-6             |